# نيكو مولر
نيكو مولر هو سائق سيارة سباق سويسري، ولد في 25 فبراير 1992 في ثون في سويسرا.

## وصلات خارجية
- الموقع الرسمي
- نيكو مولر على موقع Racing-Reference.info (الإنجليزية)
- نيكو مولر على موقع DriverDB.com (الإنجليزية)